# Terremoto de Costa Rica de 2012
El terremoto de Costa Rica de 2012, llamado también gran terremoto de la península de Nicoya de 2012 o terremoto de Sámara, fue un terremoto de magnitud 7.6 en la escala de magnitud de momento. Este terremoto afectó al país centroamericano el miércoles, 5 de septiembre de 2012. 
El sismo se originó a las 08:42, hora local (UTC–6), y su epicentro se localizó a 8 km de Sámara en la provincia de Guanacaste. El hipocentro se ubicó a 18 km. Es considerado el segundo terremoto más fuerte en la historia del país en cuánto a magnitud se refiere, siendo sólo superado por el Terremoto de Costa Rica de 1991

## Tsunami
El Centro de Alerta de Tsunamis del Pacífico emitió una alerta de tsunami para la costa pacífica de Centroamérica, México y Perú, así como una vigilancia por posible tsunami para Chile. 
Momentos después se emitió una alerta de tsunami errónea para la costa Caribe de Brasil, Barbados, Trinidad y Tobago, Guyana Francesa, Santa Lucía, Martinica, San Vicente y las Granadinas, Dominica, Barbuda, Guadalupe, Montserrat, Antigua, Isla de San Cristóbal (San Cristóbal y Nieves), Anguilla, Grenada, Isla de San Martín, República Dominicana, Islas Turcas y Caicos, Bonaire, Curacao, Bahamas, Venezuela, Haití, Bermuda, Surinam, Aruba, Cuba, Guyana, Colombia, Jamaica, Gran Caimán, Panamá, México, Guatemala, Honduras, Costa Rica, Belice y Nicaragua. El Centro de Alerta de Tsunamis pidió disculpas a esos territorios por la fallida alerta de tsunami emitida.
Posteriormente, la alerta de tsunami se redujo a solo Costa Rica, Nicaragua y Panamá. En Costa Rica se reportó fuerte oleaje en las zonas costeras pero no se reportaron víctimas mortales.

## Terremoto
El terremoto se originó a las 08:42 hora local (UTC -6), con epicentro a 8 kilómetros de la localidad de Sámara, en la península de Nicoya. Tuvo una profundidad de 18 kilómetros. Según el Observatorio Vulcanológico y Sismológico de Costa Rica (OVSICORI-UNA) el movimiento tuvo una duración de al menos cinco minutos.
Este movimiento sísmico ha sido el resultado de la falla de cabalgamiento en la zona subducción entre la Placa de Cocos y la Placa del Caribe. La primera de estas placas tectónicas se moviliza contra la segunda, normalmente a una velocidad de unos 77 milímetros por año en dirección a la segunda y subduce bajo América Central en la Fosa Centroamericana.
La actividad sísmica afectó un gran número de estructuras de la península de Nicoya, así como también provocó cortes en los servicios públicos en la zona. Se reportó el colapso masivo de la telefonía celular  durante varias horas además de derrumbes pequeños en zonas montañosas.
Los expertos en sismología de Costa Rica reportaron la activación de fallas sísmicas en otros puntos del país así como el aumento en la sismicidad en algunos volcanes luego del terremoto.

## Energía liberada
Durante una conferencia de prensa del OVSICORI, se informó a la población que el terremoto del 5 de septiembre era el esperado desde hace 62 años, sin embargo no se liberó el cien por ciento de la energía sísmica almacenada, por lo que el ciclo sísmico de 50 años en esa zona no se ha terminado.
El OVSICORI informó que hay varios escenarios posibles para que se libere la energía almacenada aún en la Península de Nicoya, un nuevo terremoto de magnitud similar, por medio de réplicas o por último, en forma de "sismos silenciosos". Este último consiste en la retirada de la placa tectónica de la otra de manera lenta y en forma de un sismo largo que no es percibido por la población ni por los instrumentos sísmicos, pero sí por los sistemas GPS.

## Réplica del 23 de octubre
A las 18:47 del día 23 de octubre cuando un fuerte temblor sacudió a toda Costa Rica el epicentro se localizó en Cangrejal de Samara donde también fue el epicentro del terremoto del 5 de septiembre.
Se informó sobre caídas de objetos y la Cruz Roja recibió reportes de personas con crisis nerviosas tras el sismo, pero no hubo heridos ni muertos.
Los expertos aseguran que este sismo es totalmente normal, pues se debe al reacomodamiento tectónico.
“Las placas se tienen que acomodar, hemos tenido una sismicidad muy fuerte en las últimas semanas tras el terremoto. No queremos que las personas se alarmen. Esto se esperaba días después del terremoto del 5 de septiembre”. Expresó Leopolt Linkimer de la RSN
Anterior a este fuerte sismo hubo uno de menor magnitud, que los sismólogos señalan que tuvieron amplia relación.
“Tuvimos un evento a las 6:31 de magnitud 3.8 Mw y luego fue seguido por el evento principal de 6.6. Es normal esperar réplicas luego de un evento importante. En Limón sucedió lo mismo en los años noventa, por lo que las personas no deben alarmarse”. Aseguró Linkimer de RSN.

## Consecuencias

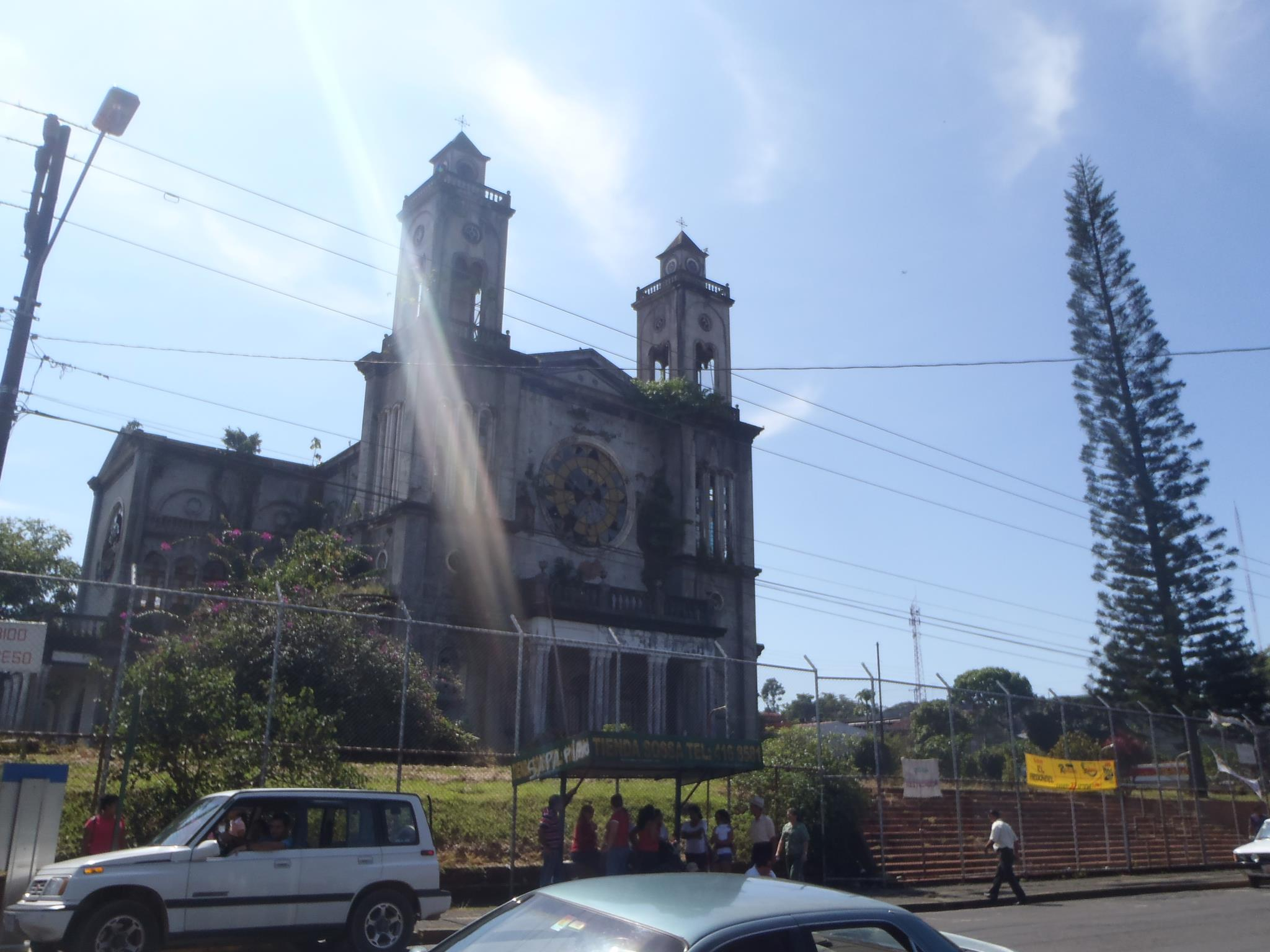
Templo Histórico de Puriscal, una de las estructuras que se temía colapsarían luego del terremoto. La fotografía fue tomada 10 días después del sismo de 7,6.

El terremoto causó 2 muertos, daños en 170 centros educativos de Costa Rica, los que se encontraban en la zona epicentral en su mayoría suspendieron las clases en lo que queda del curso lectivo 2012 para dar paso a las reparaciones. Se registraron 1054 casas con algún tipo de daño de las cuales 60 quedaron totalmente destruidas. El edificio más dañado fue el Hospital Monseñor Sanabria, el cual tuvo grandes grietas en su estructura así como el desplome total de las partes del edificio constituidas de mampostería no reforzada.
El servicio de electricidad y agua potable fue interrumpido en las zonas cercanas al epicentro. La electricidad se restauró en un 100 por ciento mientras que el agua potable duró algunos días en reponerse, pues las tuberías fueron dañadas por el terremoto.
Se movilizaron psicólogos en las zonas del epicentro para ayudar a las personas afectadas luego del terremoto.
En Nicaragua, el volcán San Cristóbal entró en erupción el 8 de septiembre como consecuencia del terremoto en Costa Rica. La erupción obligó a evacuar a 3000 personas, según el Instituto Nicaragüense de Estudios Territoriales.